# Competição esportiva
Competição esportiva, podendo ser também nomeada como disputa, partida, jogo, ou em alguns casos, corridas, e, dependendo do caso, campeonato, torneio, copa, troféu ou liga, é todo tipo de certame disputado sob as regras de determinado esporte em específico.
Competições esportivas costumam ter um calendário fixo, com temporadas que acontecem anualmente ou começando no meio de um ano e terminando pouco antes do meio do ano seguinte, como é de costume nos países do hemisfério norte, sobretudo europeus, o Canadá e os Estados Unidos. Algumas competições, no entanto, ocorrem uma vez a cada período de tempo maior, por exemplo, as Olimpíadas, que ocorrem a cada quatro anos.

## Nomenclaturas
Nos esportes em que as disputas ocorrem entre dois participantes ou equipes de cada vez, cada disputa é considerada uma partida, popularmente também denominada jogo. Nos esportes onde há corridas, tais como 100 metros rasos, Maratona e Automobilismo, a etapa competitiva é chamada de "corrida" propriamente.
Diversas palavras podem ser empregadas, usualmente como sinônimas, para designar qualquer série estruturada de jogos entre duas ou mais equipes, envolvendo um regulamento e uma contagem de pontos, e/ou uma ou mais etapas eliminatórias, de forma a se estabelecer o vencedor da série de partidas. Entre os diversos termos, estão "torneio", "copa", "troféu", "taça", "liga" e "campeonato". Ainda que todos os termos sejam sinônimos, por vezes, dentro do meio esportivo, começaram a surgir usos diferenciados para cada um destes termos.
Certames mais curtos e extraoficiais, ou comemorativos, cujos critérios de participação muitas vezes são por convites aleatórios, em geral são designados como "troféu" ou "taça", por exemplo Taça Maria Quitéria e Troféu Naranja. Alguns são torneios onde ocorrem apenas umas poucas partidas, por vezes duas, e há até mesmo troféus de uma única partida. Já a designação "torneio" é utilizada para certames também curtos, mas com um grau maior de importância, número pouco maior de partidas, e critérios de participação um pouco mais exatos, por exemplo, Torneio Rio–São Paulo. 
A palavra "copa" é bastante utilizada para certames de maior importância que um simples torneio, porém com regulamento simplificado, em geral, utilizando-se o sistema de mata-mata em uma parte ou toda a competição.
A palavra "campeonato" é quase sempre utilizada para designar o mais importante, e, em geral, mais longo certame anual entre equipes de uma mesma região geográfica, ou pertencentes a uma mesma liga ou federação. Alternativamente, a palavra "liga" também é utilizada por vezes como sinônimo de campeonato. Mas como exceção, temos a Copa Libertadores da América, mais importante competição entre clubes de futebol da América do Sul.
Ainda que essa seja a regra geral, no futebol, alguns dos mais importantes campeonatos do mundo já alteraram sua nomenclatura, oscilando entre as diferentes nomenclaturas, por vezes sem que houvesse grande modificação no formato de disputa. Por outro lado, atualmente, o termo "campeonato" é invariavelmente utilizado para disputas onde uma parte ou o todo do certame é disputado sob a forma de pontos corridos (por exemplo, o Campeonato Brasileiro de Futebol), enquanto a copa do país é jogada sob o formato mata-mata (por exemplo, a Copa do Brasil).

## Extensão das competições

### Competições de temporada
Chamam-se Competições de temporada aquelas que são disputadas ao longo de vários meses, em diferentes cidades ou em locais diferentes de uma mesma cidade, como a maior parte dos campeonatos, em especial os campeonatos nacionais dos principais esportes coletivos. Neste caso, ganha importância a questão do mando de campo: em cada confronto, qual dos competidores terá o direito de "jogar em casa", ou seja, de ter a partida disputada em sua própria cidade ou em sua própria sede, normalmente com a presença mais numerosa de sua torcida.

### Competições concentradas
Competições concentradas (ou torneios concentrados) são aquelas que são disputadas em poucas datas, numa única cidade ou país, como a Copa do Mundo de Futebol ou as competições de esportes coletivos das Olimpíadas. Nestas competições, o mando de campo não é levado em consideração, sendo considerado "campo neutro" em todas as partidas, ainda que uma ou mais das equipes disputantes sejam "anfitriãs", por estarem participando do torneio em sua própria cidade ou país.

## Contagem de pontos
Cada esporte (especialmente os esportes coletivos) tem a sua própria forma de marcação de pontos dentro de cada partida: a simples contagem dos gols no futebol, no futsal e no handebol; as cestas que podem valer 1, 2 ou 3 pontos no basquete; a contagem em dois níveis dos pontos e sets no vôlei; a contagem em três níveis de pontos, games e sets no tênis, etc..
Uma vez terminada a partida, se ela faz parte de uma competição, o seu resultado "interno" é transformado em um certo número de pontos para o vencedor ou, se for o caso, para as equipes que tenham empatado. Existem vários sistemas para essa contagem de pontos. Os mais comuns são os seguintes:

### Sistema 1-0
A cada partida, o vencedor ganha um ponto e o perdedor ganha zero. É o sistema mais usado em esportes que não admitem empate, como o voleibol ou o basquete.

### Sistema 2-1
O vencedor ganha dois pontos e o perdedor ganha um. Usado em alguns campeonatos de esportes sem empate, quando se quer evitar a desistência (W.O., abreviatura da expressão inglesa "walk over"): mesmo perdendo a partida, o clube ganha um ponto; não jogando, ficaria com zero.

### Sistema 2-1-0
Dois pontos para o vencedor, zero para o perdedor e um ponto para cada equipe em caso de empate. Foi o sistema universalmente utilizado pelos certames de futebol até os anos 1990. É adotado até hoje nos torneios oficiais de damas e xadrez, porém no xadrez com a contagem reduzida à metade (1-½-0).

### Sistema 3-1-0
Três pontos para o vencedor, zero para o perdedor e um ponto para cada equipe em caso de empate. Sistema adotado pela Fifa para os certames de futebol a partir dos anos 1990, com o objetivo de estimular a busca pela vitória e diminuir a porcentagem de empates. No Campeonato Brasileiro de Futebol e no Campeonato Português de Futebol, este sistema foi adotado a partir de 1995.
Ao contrário dos sistemas 1-0, 2-1 e 2-1-0, o sistema 3-1-0 é assimétrico, pois a soma dos pontos das duas equipes em cada partida pode ser três (quando há um vencedor) ou apenas dois (quando ocorre empate).

### Sistema 3-2-1-0
É um sistema mais complexo, que admite dois tipos de vitória, valorizados de forma diferente. O campeonato brasileiro de futebol adotou este sistema em alguns anos, e com duas fórmulas diferentes: com ponto extra para "vitória larga" e com ponto extra para disputa de pênaltis.
- Vitória larga: entre 1975 e 1977, a vitória simples valia dois pontos, mas a vitória por dois ou mais gols de diferença valia três pontos; em 1978, a "vitória larga" foi redefinida, passando a valer três pontos apenas as vitórias por goleada (diferença de três gols ou mais). Era um sistema assimétrico, pois algumas partidas valiam três pontos e outras, apenas dois.
- Disputa de pênaltis: no Campeonato Brasileiro de 1988 (Copa União) qualquer vitória dentro de campo valia três pontos para o vencedor e zero para o derrotado; em caso de empate, cada equipe ficava com um ponto (como no sistema 3-1-0), mas as duas ainda decidiam um ponto extra na disputa de pênaltis; quem ganhasse nos pênaltis ficava com dois pontos; quem perdesse, ficava com apenas um. Era um sistema simétrico, pois todas as partidas valiam três pontos. Já o Campeonato Paulista de 2001 seguia o mesmo sistema de contagem de pontos do Campeonato Brasileiro de 1988, porém em caso de empate por 0 a 0 somente o vencedor da disputa por pênaltis ganhava 1 ponto, era portanto um sistema assimétrico pois a soma dos pontos das duas equipes em cada partida, poderia ser um (em caso de empate por 0 a 0) ou três pontos (nos demais resultados).

Recentemente, um sistema desse tipo passou a ser adotado em algumas competições de Voleibol, como a Liga Mundial, em que: vitória por 3 sets a 0 ou 3 sets a 1 vale 3 pontos na contagem geral; vitória por 3 sets a 2 soma 2 pontos; derrota pelo mesmo placar de sets soma 1 ponto; e derrota por 3 sets a 0 ou 3 sets a 1 não soma nenhum ponto. Trata-se, portanto, de um sistema simétrico: todos os jogos valem 3 pontos.

## Critérios de desempate
De acordo com o regulamento de cada competição, devem ser previstos um ou mais critérios, a serem utilizados, numa ordem pré-determinada, para desempatar competidores que, ao final do torneio (ou de uma fase do torneio), tenham obtido o mesmo número de pontos.
É claro que, quanto maior o número de jogos disputados no torneio (ou fase) em questão, menor a probabilidade de serem utilizados critérios de desempate. Ao contrário, nos sistemas eliminatórios, em que apenas dois competidores se enfrentam em cada fase, os critérios de desempate passam a ter uma importância fundamental.

### Saldo
Chamado "saldo de gols" nas competições de futebol ou futsal, "saldo de pontos" em basquete, "saldo de sets" ou também "saldo de pontos" em voleibol, etc. É o resultado da diferença entre o número de gols (ou pontos, ou sets, etc.) marcados e os sofridos por cada competidor, o que em futebol é resumido na fórmula:
SG = GP - GC
(Saldo de Gols igual a: Gols Pró menos Gols Contra)
É o critério de desempate mais comum, pois estabelece uma qualificação da campanha de cada competidor: não apenas quantas vitórias ele obteve, mas com que grau de vantagem sobre os seus adversários.

### Vitórias
É um critério que não faz sentido para esportes que não admitem empate, pois nesse caso o número de pontos e o número de vitórias são equivalentes; e também não faz sentido para disputas eliminatórias, em que apenas dois clubes se enfrentam em cada fase, pois nesse caso uma igualdade em pontos implica também uma igualdade em número de vitórias.
A partir dos anos 1970, quando vitória valia apenas 2 pontos, a Fifa recomendou que as competições de futebol passassem a valorizar mais o número de vitórias que o saldo como critério de desempate, numa tentativa de estimular a busca da vitória e diminuir a porcentagem de jogos empatados. Hoje, porém, com a vitória valendo 3 vezes mais que o empate, somente o Brasil, utiliza o número de vitórias como primeiro critério de desempate em seus campeonatos.

### Gols ou pontos marcados
Normalmente, é o critério utilizado após o saldo: entre dois competidores com o mesmo número de pontos ganhos e o mesmo saldo, o regulamento determina vantagem para aquele que tiver sido mais ofensivo, marcando mais gols ou obtendo mais cestas ou pontos durante as partidas.

### "Average"
Chamado "goal average" em futebol, "point average" em basquete ou "set average" em voleibol, é o resultado da divisão entre o número de gols (ou pontos, ou sets) marcados e os sofridos por cada competidor. Em futebol, resume-se na fórmula:
GA = GP ÷ GC
("Goal Average" igual a Gols Pró divididos por Gols Contra)
Até a década de 1960, foi utilizado em alguns regulamentos como critério de desempate após o saldo. Mas terminou sendo abandonado por exigir cálculos desnecessários e também porque, no caso de competidores com saldo positivo, o critério do "average" acabava estimulando os menos ofensivos.

### Campanha anterior
Critério muito utilizado em torneios de múltiplas fases. Se dois competidores tiverem o mesmo número de pontos numa determinada fase, qualifica-se aquele que tiver obtido mais pontos (ou mais vitórias, ou melhor saldo, etc.) nas fases anteriores do mesmo torneio.
Alguns regulamentos preveem, para desempate, critérios que remontam a competições anteriores da mesma liga ou federação, tornando-se "critérios de ranking" ou "de antiguidade".

### Saldo qualificado
Às vezes também chamado de "saldo balanceado", é o saldo de gols (ou de pontos, etc.) que leva em consideração o mando de campo dos jogos em que foram marcados os gols. Em geral, os gols (ou pontos) marcados pelos visitantes são contados em dobro, o que pode ser resumido na fórmula:
SQ = (2 × GPF) + GPC - GC
(Saldo Qualificado é igual ao dobro dos Gols Pró marcados Fora, mais os Gols Pró marcados em Casa, menos o total de Gols Contra)
No caso de um confronto eliminatório, em que apenas dois competidores se enfrentam, o saldo qualificado pode ser reduzido ao número de gols marcados por cada clube como visitante, simplificando os cálculos.

### Confronto direto
Quando dois competidores possuem o mesmo número de pontos, e igualdade nos demais critérios que o regulamento coloca como prioritários, qualifica-se o competidor que houver vencido a única partida disputada entre os dois durante o torneio, ou que tenha obtido vantagem de pontos ou de saldo na soma das partidas disputadas entre os dois durante o torneio.
Obviamente, trata-se de um critério redundante em disputas eliminatórias. Em alguns campeonatos europeus de futebol , que são disputados sempre em sistema de "todos contra todos", o confronto direto é o primeiro critério de desempate. No Campeonato Espanhol de 2006-07, por exemplo, o Real Madrid sagrou-se campeão, mesmo tendo o mesmo número de pontos que o Barcelona, pelo critério de confronto direto.

### Índice Sonnenborn-Berger
O Índice Sonnenborn-Berger (SB) é um dos principais critérios de desempate utilizados nos torneios oficiais de Xadrez e Damas. Baseia-se na ideia de que um mesmo resultado (vitória ou empate) é mais valioso se obtido contra oponentes que conseguiram mais pontos no torneio. É calculado da seguinte forma:
SB = SV × V + SE × E
- SV: soma dos pontos dos adversários que a equipe venceu;
- V: valor da vitória;
- SE: soma dos pontos dos adversários que a equipe empatou;
- E: valor do empate.

No caso mais simples, em que a vitória vale 2 pontos e o empate vale 1, a fórmula se reduz a:
SB = 2 × SV + SE

### Índice Buchholz
Índice Buchholz (ou índice de milésimos) é a soma dos pontos de cada um dos oponentes enfrentados ao longo do torneio. A ideia é, em caso de empate, favorecer quem enfrentou os maiores pontuadores. Esse desempate é muito usado em torneios oficiais de xadrez e Damas, especialmente no sistema suíço. O nome é uma homenagem ao alemão criador desse desempate.
O Índice Buchholz possui muitas variantes como:
- Buchholz Total: soma da pontuação dos adversário sem descartar nenhum resultado.
- Buchholz Corrigido: soma da pontuação dos adversários descartando o pior resultado.
- Buchholz Mediano: soma da pontuação dos adversários descartando o melhor e o pior resultado, ou descartando os 2 melhores e os 2 piores resultados, e assim por diante.
- Sistema Koya: soma-se apenas a pontuação dos adversários que tiveram desempenho igual ou superior a 50%.

### Pontuação progressiva
É um critério de desempate utilizado no sistema suíço, também conhecido como "Pontuação Acumulada" ou "Desempate FIDE" que é a soma dos pontos de uma equipe (ou jogador) em cada rodada. Esse desempate tende a favorecer quem teve melhor desempenho no início do torneio, isso porque no sistema suíço concorrentes com o mesmo número de pontos se enfrentam, dessa forma quem faz mais pontos nas primeiras rodadas acaba enfrentando adversários mais fortes em relação aquele que fez mais pontos nas últimas rodadas. Exemplo:
Equipe 1:
| Vitória  | Vitória  | Empate   | Derrota  | Derrota  | Progressivo |
| 2 pontos | 4 pontos | 5 pontos | 5 pontos | 5 pontos | 21          |

Equipe 2:
| Derrota | Derrota | Empate  | Vitória  | Vitória  | Progressivo |
| 0 ponto | 0 ponto | 1 ponto | 3 pontos | 5 pontos | 09          |

### Aproveitamento
Embora seja muito rara a presença deste critério em regulamentos de competições, ele é bastante utilizado na mídia, quando se necessita comparar o desempenho entre equipes que tiveram um número de partidas diferentes ao longo do torneio. Geralmente o valor do aproveitamento é dado em porcentagem.
Aproveitamento(%) = ( PC ÷ ( J × V ) ) × 100
- PC: Pontos conquistados no torneio
- J: número de jogos realizados
- V: valor da vitória

Outra forma de se medir o aproveitamento das equipes é através da "Média de pontos por partida" que é calculado da seguinte forma:
MPP = PC ÷ J
- MPP: Média de Pontos por Partida
- PC: Pontos Conquistados
- J: número de jogos realizados

No Campeonato Brasileiro de Futebol de 1999, a média de pontos foi utilizada como critério de rebaixamento: foram rebaixados os 4 clubes com as médias mais baixas nas duas temporadas (1998 e 1999).

### Sorteio
Normalmente, é o último dos critérios de desempate de uma competição, aquele que se pretende que nunca seja utilizado, mas que precisa estar previsto no regulamento para evitar a ocorrência de "caso omisso".

### Outros critérios
Alguns regulamentos de competições estabelecem, geralmente como critério de desempate acima do terceiro ou quarto grau, itens bastante específicos, como detalhes da estatística dos jogos, indicativos da presença de torcidas, ou mesmo do comportamento disciplinar das equipes.
Algumas edições da Copa São Paulo de Futebol Júnior, por exemplo, utilizaram o critério do saldo de escanteios. Desde 2004, o Campeonato Brasileiro de Futebol utiliza como quinto critério (após o número de vitórias, o saldo de gols, o número de gols marcados e o confronto direto), o menor número de cartões vermelhos e amarelos.

## Estrutura das competições
Basicamente, podem-se classificar todas as estruturas possíveis de torneios em três grandes sistemas:
- (a) os sistemas de "todos contra todos" ou "campeonato propriamente dito" (em inglês conhecido como "round-robin tournament" ou "all play all");
- (b) os sistemas eliminatórios, ou "sistemas de copa", também conhecidos como "mata-matas" (em inglês, "playoff systems" ou ainda "knockout systems");
- (c) os sistemas mistos, ou "de múltiplas fases", ou ainda "de grupos", em que, em cada fase, os competidores são divididos em grupos e disputam um certo número de vagas para a próxima fase.

Uma alternativa aos sistemas de torneios que ainda retém importância em alguns esportes individuais, como por exemplo no boxe e no xadrez é a estrutura de desafio, em que um atleta ou jogador retém o status de campeão até o momento em que seja desafiado por um oponente e perca este desafio. Dentre os esportes coletivos existem reminiscências deste sistema nas ligas de rúgbi neozelandesas.

### Sistemas de "todos contra todos"
Numa competição de "todos contra todos", cada um dos competidores enfrenta todos os demais. Ao final, aquele que obtiver mais pontos é o campeão. Também conhecido como "sistema de liga" ou, no Brasil, como "sistema de pontos corridos".

### Sistemas eliminatórios
Numa competição eliminatória ou de "mata-mata" (em inglês "playoff format" ou "knockout tournament"), cada dupla de competidores disputa um certo número de partidas entre si, até que um deles seja considerado vencedor e, portanto, promovido à próxima fase do torneio.

### Sistemas mistos
Considera-se como de sistema misto todo torneio que não seja estruturado na forma de todos contra todos nem seja simplesmente eliminatório.

## Acesso e descenso
É um dispositivo (também conhecido como promoção e rebaixamento) que prevê a mobilidade dos clubes ou competidores entre as diferentes divisões de uma mesma liga ou federação.